# Абдулов Олександр Гаврилович
Олекса́ндр Гаври́лович Абду́лов (рос. Александр Гавриилович Абдулов; 29 травня 1953, Тобольськ, Тюменська область, Російська РФСР — 3 січня 2008, Москва, Росія) — російський актор театру і кіно. Працював у театрі Ленком.

## Біографія
Народився 29 травня 1953 року в театральній сім'ї. Батько був режисером театру у Фергані, мати працювала в театрі гримером. Хоча на театральну сцену вперше вийшов ще в п'ятирічному віці, до акторської кар'єри не прагнув — у школі займався спортом, захоплювався музикою. За наполяганням батька намагався вступити після школи в театральне училище імені Щепкіна, але не вступив, тому, повернувшись з Москви, успішно склав іспити на факультет фізкультури місцевого педінституту. Проте, через рік знову поїхав до Москви і вступив у Російський університет театрального мистецтва, на курс Й. М. Раєвського.
У кіно дебютував як актор у 1974 році, ще студентом зіграв маленьку роль десантника Козлова у фільмі Михайла Пташука «Про Вітю, про Машу і морську піхоту». У 1975 році гру в дипломній виставі відзначив головний режисер Московського театру імені Ленінського комсомолу («Ленком») Марк Захаров і запросив молодого актора в трупу. Відтоді ім'я Олександра Абдулова нерозривно пов'язане з театром Захарова. У числі найвідоміших театральних робіт Абдулова — роль у знаменитій «ленкомівській» виставі «Юнона і Авось». За роль у виставі «Варвар і Єретик» він удостоївся премії «Кришталевий Турандот» і премії фонду Станіславського.
Кінокар'єра молодого актора розпочалася в середині 70-х. Проте широка популярність прийшла до лише після ролі Ведмедя в телевізійному фільмі «Звичайне диво» (1978), поставленого Марком Захаровим за однойменною п'єсою Євгена Шварца. Новим успіхом стала мелодрама Павла Арсенова за п'єсою А. Володіна «З коханими не розлучайтеся» (1979), в якій Абдулов грав головну чоловічу роль — Миті, а головну жіночу роль виконала його тодішня дружина — Ірина Алферова. Неабиякий дар дозволяв Олександру Абдулову з рівним успіхом виконувати різнопланові ролі, знімаючись в картинах різних жанрів і у різних режисерів.
Серед найвідоміших акторських робіт — Микита в «Карнавалі» Тетяни Ліознової, вбивця Робер з ексцентричного детектива Алли Сурикової «Шукайте жінку», ліричний герой Іван з «Чарівників». Артист широкого творчого діапазону, Олександр Абдулов знімався в комедіях («За прекрасних пані!», «Формула кохання»), в драмах («Бережи мене, мій талісман!» і «Леді Макбет Мценського повіту» Романа Балаяна, «Над темною водою» Дмитра Месхієва), в кримінально-пригодницьких («Таємниці мадам Вонг») та детективних картинах («Десять негритят» Станіслава Говорухіна), в історико-костюмних стрічках («Гардемарини, вперед!» Світлани Дружиніної).
Особливо слід виділити роботи Олександра Абдулова у фільмах Марка Захарова, які відразу полюбилися глядачеві, і в картинах Сергія Соловйова, що стали помітною подією кіно рубежу 80-90-х років. У 1991 році почалася співпраця Абдулова з режисером Віктором Сергєєвим, і їх перший фільм, детектив «Геній», виявився однією з найцікавіших картин тих років і увійшов до числа лідерів відеопрокату російських фільмів; не пройшла непоміченою і кримінальна мелодрама «Дивні чоловіки Семенової Катерини», де разом з Олександром Абдуловим знялися Наталія Фіссон і Андрій Соколов. Але інший фільм Віктора Сергєєва «Шизофренія», для якого Абдулов сам написав сценарій, а консультантом був Олександр Коржаков, що вийшов на екрани в 1997 році, не став відкриттям, як це було з «Генієм».
Досить часто брав участь в журі Вищої ліги КВН.
У березні 2007 року відвідав з гастролями Київ. У вересні цього ж року Олександру Абдулову поставлений діагноз — «четверта стадія раку легенів». Помер 3 січня 2008 року на 55-му році життя  о 7:20 за московським часом у центрі серцево-судинної хірургії імені Бакульова.
У лютому 2008 року планував повернутися на сцену Ленкому і зіграти Кочкарьова у виставі «Женитьба».
5 січня похований на Ваганьковському кладовищі в Москві.

## Творчість

### Актор театру
- «Усе минає»
- «Юнона та Авось»
- «Варвар та єретик»
- «У списках не значився» Б. Васильєва — лейтенант Плужніков (премія «Театральная весна»)
- «Зірка та смерть Хоакіна Мурєтти» Пабло Неруди — Хоакін
- «„Юнона“ та „Авось“» А. Вознесенського та А. Рибнікова — Фернандо Лопес, Людина театру
- «Жорсткі ігри» А. Арбузова — Микита
- «Школа для емігрантів» Д. Ліпскерова — Трубецкой
- «Поминальна молитва» Г. Горіна — Менахем Мендель
- «Диктатура совісті» М. Шатрова — Верховенський
- «Оптимістична трагедія» Вс. Вишневського — Сиплий

### Режисерські роботи в кіно
1. 2000 — Бременські музиканти

### Акторські роботи в кіно
1. 1973 — Біля цих вікон...
2. 1974 — Про Вітю, про Машу і морську піхоту — десантник Козлов
3. 1974 — Москва, любов моя
4. 1975 — Зникла експедиція — Рогов
5. 1976 — Сімдесят два градуси нижче нуля — Льонька Савостіков
6. 1976 — Дванадцять стільців — інженер Щукін
7. 1976 — Золота річка
8. 1977 — Червона квіточка — принц
9. 1977 — Втеча з в'язниці
10. 1978 — Капітанська дочка
11. 1978 — Усе вирішує мить — перший тренер
12. 1978 — Двоє у новому домі
13. 1978 — Красень-чоловік
14. 1978 — Звичайне диво
15. 1979 — Місце зустрічі змінити не можна — водій, член банди <Чорна кішка>
16. 1979 — З коханими не розлучайтесь — Мітя
17. 1979 — Той самий Мюнхгаузен — Рампкопф
18. 1980 — Сиціліанський захист
19. 1981 — Карнавал — Микита
20. 1981 — Жінка у білому — Волтер Хартрайт
21. 1981 — Факти минулого дня
22. 1982 — Шукайте жінку — Робер де Шаранс
23. 1982 — Передчуття любові
24. 1982 — Субота та неділя
25. 1982 — Чарівники — Іван
26. 1983 — Будинок, який побудував Свіфт — Доктор Сімпсон
27. 1983 — Рецепт її молодості
28. 1983 — Юнона та Авось
29. 1983 — Поцілунок — Лобитко
30. 1984 — Формула кохання — Жакоб
31. 1984 — Два гусара
32. 1985 — У пошуках капітана Гранта — Боб Дьоготь
33. 1985 — Найчарівніша і найпривабливіша — Володя Смирнов
34. 1985 — Страховий агент
35. 1985 — Таємниці мадам Вонг
36. 1986 — Весела хроніка небезпечної подорожі
37. 1986 — Ті, що зійшли з небес — Сергій, режисер Н. Трощенко
38. 1986 — Бережи мене, мій талісмане
39. 1987 — Гардемарини, вперед! — Василь Федорович Лядащев
40. 1987 — Десять негренят — Ентоні Марстон
41. 1987 — Філер
42. 1988 — Убити дракона — Ланцелот
43. 1989 — За прекрасних дам!
44. 1989 — Леді Макбет Мценського повіту
45. 1989 — Руанська діва на ім'я Пишка
46. 1989 — Чорна троянда — емблема печалі, червона троянда — емблема кохання — Володимир
47. 1990 — Анекдоти — Василь Кутузов
48. 1990 — Жива мішень
49. 1990 — Сукині діти — Ігор Гординський
50. 1991 — Принижені та ображені
51. 1991 — Геній — Сергій Ненашев
52. 1991 — Діло Сухово-Кобиліна
53. 1991 — Дім під зірковим небом — сантехнік Жора
54. 1991 — Облога Венеції
55. 1992 — Офіціант з золотим підносом — офіциант
56. 1992 — Дивні чоловіки Семенової Катерини
57. 1992 — Божевільне кохання
58. 1993 — Гріх. Історія пристрасті
59. 1993 — Золото
60. 1993 — Настя
61. 1993 — Поминальна молитва — Менахем-Мендл
62. 1993 — Тюремний романс
63. 1993 — Я винен
64. 1993 — Над темною водою
65. 1994 — Кава з лимоном
66. 1994 — Простодушний
67. 1995 — Перше кохання
68. 1995 — Чорна вуаль — Андрій Якович Рокшін
69. 1997 — Шизофренія — Голубчик
70. 1998 — Жіноча власність — Сазонов
71. 2000 — Бременські музиканти — казкар
72. 2000 — Тихі вири — академік Каштанов
73. 2000 — Різдвяна містерія
74. 2001 — Жовтий карлик
75. 2001 — Фаталісти
76. 2002 — Наступний (Next) (Серіал) — Лавр
77. 2002 — О'кей!
78. 2002 — Про кохання
79. 2002 — Льодовий період (Серіал)
80. 2002 — Наступний (Next 2) (Серіал) — Лавр
81. 2003 — А на ранок вони прокинулись
82. 2003 — Тартарен із Тараскона
83. 2004 — Дура
84. 2004 — Next 3 (Серіал) — Лавр
85. 2004 — Я тебе кохаю (Серіал) — Олександр
86. 2005 — Майстер та Маргарита — Коров'єв
87. 2005 — Ад'ютанти кохання
88. 2006 — Парк радянського періоду
89. 2006 — З полум'я і світла — Михайло Васильович Арсеньєв, дідусь Лермонтова
90. 2007 — Ленінград — Чігасов
91. 2007 — Капкан (телесеріал) — Михайло Волобуєв
92. 2007 — Артистка
93. 2007 — Лузер
94. 2009 — Анна Кареніна — Стіва Облонський